# Cylindrotoma fokiensis
Cylindrotoma fokiensis är en tvåvingeart som beskrevs av Alexander 1949. Cylindrotoma fokiensis ingår i släktet Cylindrotoma och familjen mellanharkrankar. Inga underarter finns listade i Catalogue of Life.